# Edward Skottowe Northrop
Edward Skottowe Northrop (* 12. Juni 1911 in Chevy Chase, Maryland; † 12. August 2003 in Sandy Spring, Maryland) war ein US-amerikanischer Jurist und Politiker. Nach seiner Berufung durch Präsident John F. Kennedy fungierte er von 1961 bis 1981 als Bundesrichter am Bundesbezirksgericht für den Distrikt von Maryland.

## Werdegang
Nach seinem Schulbesuch absolvierte Edward Northrop die Law School der George Washington University in Washington, D.C. und erwarb dort 1937 den Bachelor of Laws. Zu diesem Zeitpunkt war er bereits seit 1935 als Gemeindedirektor (Village Manager) in seinem Heimatort Chevy Chase tätig, was er bis 1941 blieb. Im Anschluss war er dort bis 1961 städtischer Prozessanwalt. Zwischen 1945 und 1961 betrieb er in Rockville und Washington D.C. auch eine private Anwaltspraxis. Während des Zweiten Weltkrieges diente er außerdem von 1941 bis 1945 in der United States Navy und stieg bis zum Rang eines Commander auf.
Ab 1954 war Northrop auch politisch tätig. Als Mitglied der Demokratischen Partei gehörte er bis 1961 dem Senat von Maryland an, wobei er 1958 die Funktion des Leiters der demokratischen Mehrheitsfraktion als Majority Leader übernahm.
Am 23. August 1961 wurde Northrop durch Präsident Kennedy zum Richter am United States District Court for the District of Maryland ernannt; der entsprechende Sitz war zuvor neu eingerichtet worden. Nach der Bestätigung durch den US-Senat am 1. September desselben Jahres konnte er sein Amt vier Tage darauf antreten. Damit war er der erste Demokrat seit dem Bürgerkrieg, der in Maryland den Posten eines Bundesrichters bekleidete. Von 1970 bis 1981 war er als Chief Judge Vorsitzender dieses Bundesgerichts. Am 12. Juni 1981, seinem 70. Geburtstag, wechselte er in den Senior Status und ging damit faktisch in den Ruhestand. Sein Sitz fiel an Walter Evan Black; den Vorsitz des Gerichts übernahm Frank Albert Kaufman. Northrop war danach noch von 1985 bis 1992 als Richter am United States Foreign Intelligence Surveillance Court of Review tätig. Er verstarb am 12. August 2003 in Sandy Spring und wurde auf dem Saint Johns Episcopal Cemetery in Olney beigesetzt.